# 1er corps (Finlande)
Pour les articles homonymes, voir 1er corps d'armée.
Le 1er corps (en finlandais : I Armeijakunta ou I AK) est une unité des forces terrestres finlandaises pendant la guerre d'Hiver. Elle est formée le 19 février 1940 à partir des troupes stationnées dans la province de Carélie.

## Création
Cette formation est discutée dès décembre 1939, mais après le blocage de l'offensive de l'Armée rouge, elle est reportée et n'est mise en œuvre qu'après la rupture de la ligne Mannerheim. Le quartier général du corps d'armée est formé à partir du quartier général de la section B, transféré de la 1re division. La 1re division (fi) (1re D) et la 2e division (fi) (2e D) du 2e corps (fi) sont rattachées au corps d'armée.

## Service
Le 25 février, le corps d'armée prend la responsabilité de la ligne de front sur une position intermédiaire dans la zone entre le lac Muolaanjärvi (ru) et Vuoksi. Le 27 février, les troupes du corps d'armée commencent à se déplacer vers la position arrière et, au même moment, la 2e division est transférée au 3e corps d'armée (fi), laissant la 1re division et l'unité de brigade renforcée Groupe Sihvo (fi) au corps d'armée. À l'arrière, la responsabilité de la ligne de front du 1er corps s'étend du lac Leitimo au lac Tal jusqu'à Vuok, qui est divisé en blocs comme suit :
- Bloc Ihantala (1. D)
- Bloc de Karisalmi (1. D)
- Bloc Näätälän (1. D)
- Bloc Noskuan (R. Sihvo)
- Bloc Kaltoveden (R. Sihvo)

Après que l'Armée rouge a attaqué les troupes du corps d'armée avec deux divisions, la station T cède à Tal et Noskua. À la fin de la guerre, le 13 mars, le corps d'armée compte 4 539 hommes. Après la paix, l'armée se retire derrière la nouvelle frontière. Selon les instructions de l'état-major, après le retrait, elle doit être regroupée pour la défense entre les lacs Kvijärvi et Saimaa.